# アストロラーベ

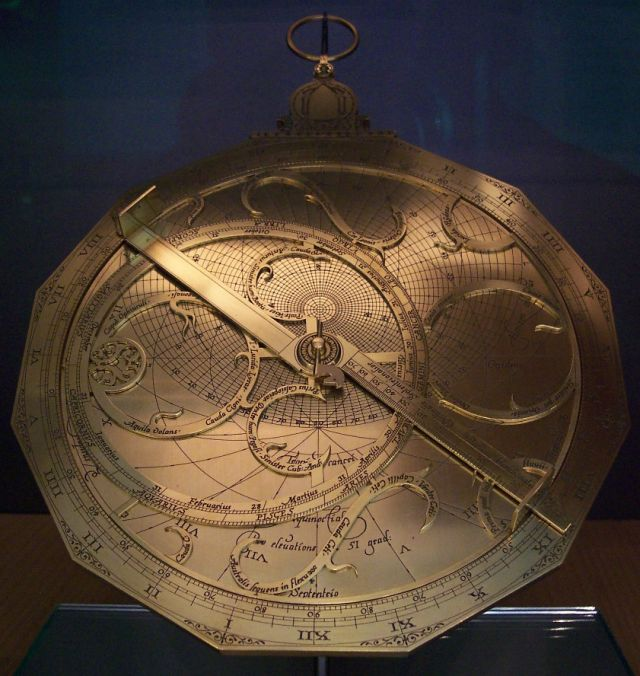
アストロラーベ

アストロラーベ（Astrolabe）は、平面アストロラーベとも呼ばれ、古代の天文学者や占星術者が用いた天体観測用の機器であり、ある種のアナログ計算機とも言える。用途は多岐にわたり、太陽・月・惑星・恒星の位置測定および予測、ある経度と現地時刻の変換、測量、三角測量に使われた。イスラムとヨーロッパの天文学では天宮図を作成するのに用いられた。アラビア文字・アラビア語:  اصطرلاب  aṣṭurlāb アラビア語:  استرلاب  asturlābなどと綴られるが、ペルシア語ではこれらの綴りで uṣṭurlāb/oṣṭorlāb と読み、トルコ語でも usturlâb となる。
日本語ではアラビア語に近いアストロラーブとの表記もあるが、本項目ではアストロラーベに統一する。

## 歴史
アストロラーベの発明者は知られていないが、18世紀に六分儀が発明されるまでは航海における主要な測定機器であった。アストロラーベの発明者としてヒッパルコスやヒュパティアを挙げる歴史学者もいる。

### イスラーム世界での天文学の発達とアストロラーベ

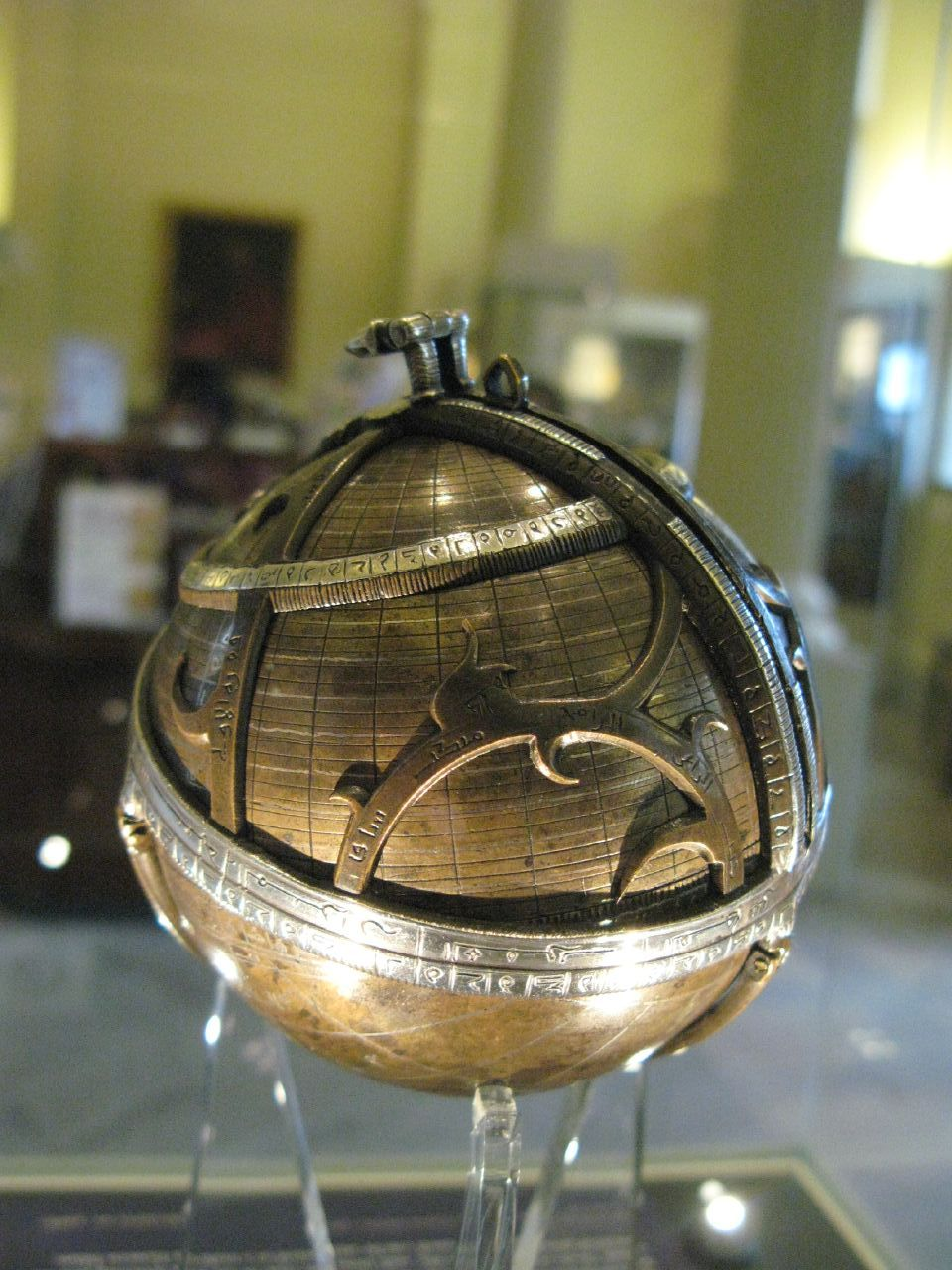
ヒジュラ暦885年（1480-81年）の記年のある球体アストロラーベ（オックスフォード科学史博物館 Museum of the History of Science, Oxford 蔵）

アッバース朝初期にマンスールなどの歴代カリフたちが主導した事で、ギリシア語文献を中心としてシリア語、パフラヴィー語など諸文献をアラビア語へ相互に翻訳する一種の「翻訳運動」が隆盛したが、この時期に天文学関係の諸分野の研究も活発化し、アストロラーベについてもその用途などに応じて様々な研究や作成が行われた。真鍮製のアストロラーベはイスラム世界の各地で発達し、主に用途としては天体や地上の目標物の高度を測定したり、時刻の算出、占星術に必要な特定の天球上の星座配置の再現など。四分儀と並ぶ携帯用の天体観測儀として普及し、このため航海中の時刻や位置測定、地上におけるキブラを見付けるためなどに広く使われた。最初の例は927-8CE（ヒジュラ暦で315年）のものである。イスラムで最初にアストロラーベを作った人物はマーシャーアッラーフの同僚であった占星術師ペルシア人のファザーリー（Ibrāhīm al-Fazārī ）や9世紀の占星術師でアストロラーベ製作者であったアリー・ブン・イーサー（‘Alī ibn ‘Īsā ）などのアッバース朝の宮廷で活躍した人々であることが知られている。
15世紀後半に作成されたものでは、大変珍しい球体状のアストロラーベなどもある。

### 西ヨーロッパ世界へのアストロラーベの普及

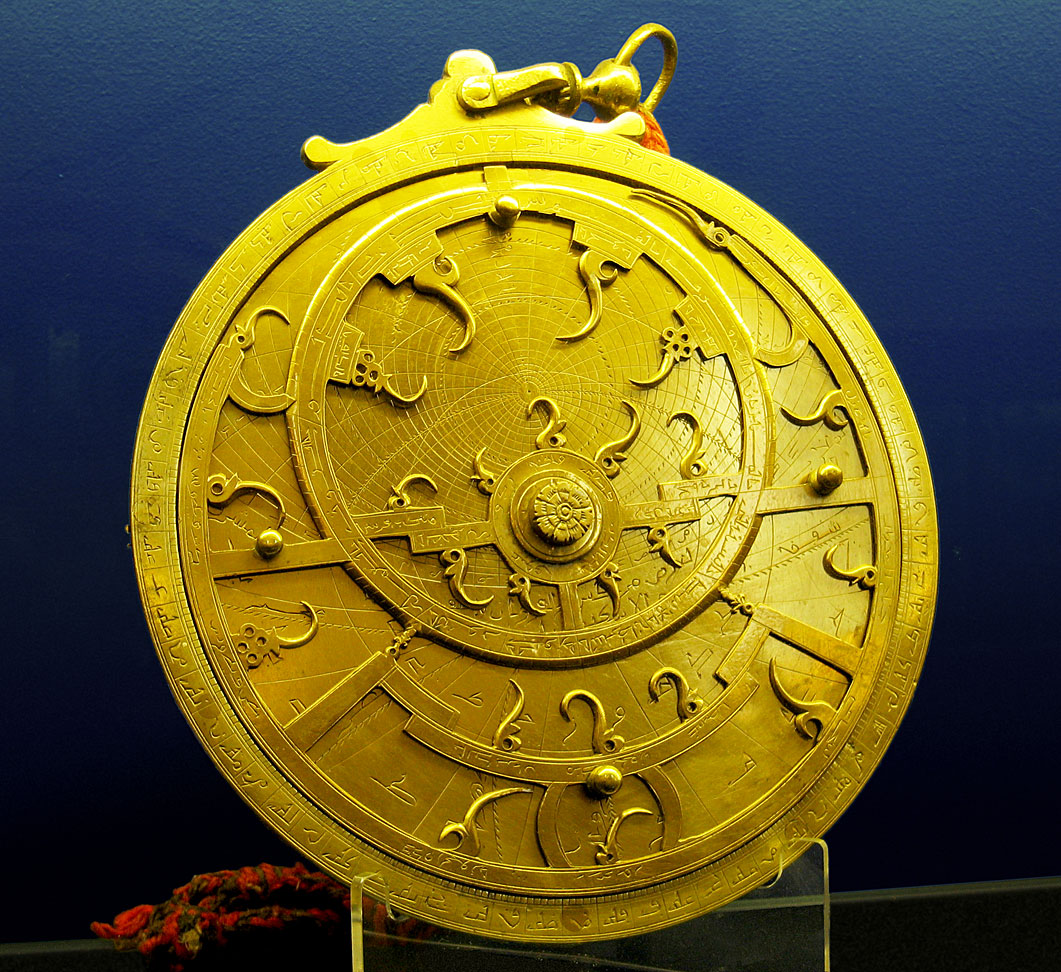
18世紀のペルシアのアストロラーベ

アストロラーベの西ヨーロッパ世界への伝播は、11世紀、後ウマイヤ朝などのイスラーム政権治下のスペインや、ノルマン王朝やホーエンシュタウフェン朝時代のシチリア王国を経由してイスラーム教徒やユダヤ教徒、キリスト教徒の知識人たちがアラビア語文献のラテン語、ヘブライ語などへの翻訳活動が活発化していた時期である。西洋のキリスト教圏にアラビア語文献に基づいた東方の天文学を導入した人物として、シルウェステル2世やヘルマヌス・コントラクトゥス（Hermannus Contractus ）らが知られる。数学的背景はバッターニーの論文 Kitāb al-Zīj（920年頃）により確立され、プラトー（Plato Tiburtinus ）の手でラテン語に翻訳された（De Motu Stellarum）。
英語版としては、ジェフリー・チョーサーが『アストロラーベに関する論文』を彼の息子のため、主にアッバース朝初期にカリフ・マンスールの宮廷で活躍したユダヤ系の占星術師マーシャーアッラー（メッシャーラー）（Mashallah）に基づいて編纂した。またマーシャーアッラーの著書はプルッセ（Pelerin de Prusse ）らによってフランス語にも翻訳された。アストロラーベに関する最初の書籍はプラカティッツ（Cristannus de Prachaticz ）による『アストロラーベの構造と使用法』である。これもマーシャーアッラーを基にしたものであったが、比較的独自性が高い。
ヨーロッパにおける最初の金属製アストロラーベは15世紀にリスボンのアブラハム・ザクート（Abraham Zacuto）によって作られた。金属製アストロラーベは木製のものに比べ、より高い正確さを持つ。15世紀には、フランスの測定機器技師ジャン・フソリス（Jean Fusoris 、1365頃－1436年）が、パリの彼の店で日時計や他の科学機械などと共にアストロラーベを販売し始めた。
16世紀にヨハネス・シュテッフラー（Johannes Stöffler ）がアストロラーベの製作法と使用法の解説書である Elucidatio fabricae ususque astrolabii を出版した。
1990年代後半、スイスの時計職人、ルートヴィヒ・エクスリン（Ludwig Oechslin ）がユリスナルダンと共同でアストロラーベ腕時計を作った。
2006年、ドーハで開かれたアジア競技大会では開会式でアストロラーベを模した聖火台に点火された。

## 構造

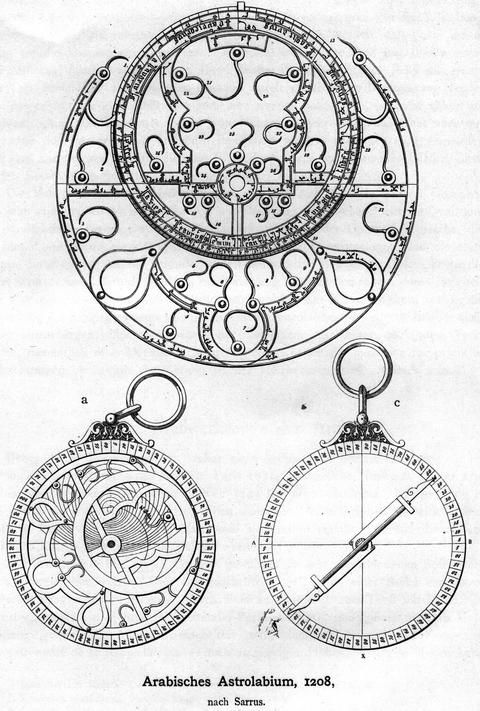
1208年のペルシアのアストロラーベ

アストロラーベはメーター（mater ）と呼ばれる中空の円盤と、その中にはめ込まれた1個以上のティンパン（tympans ）または クライメータ（climates ）と呼ばれる平らな板からなる。ティンパンは特定の緯度ごとに作られ、天球の一部分を表すための方位角と高さの投影法による線が等間隔で刻まれている。これが地平線の上に置かれている。メーターのふちには、一般的に時間または弧の角度、もしくはその両方が刻まれている。メーターとティンパンの上にリート（rete ）と呼ばれる、黄道の投影線と星の位置を示すいくつかの指針を持った枠が付いている。リートの上で回転する、赤緯の目盛りが付いた細いルーラ（rule ）を持つアストロラーベもある。
リートが回転するのに従って、星と黄道がティンパン上の空座標の投影図上を動いていく。1周は1日に対応する。ゆえに、アストロラーベは現代における星座早見盤の原型といえる。
メーターの裏にはアストロラーベの多岐にわたる応用に役立つ比率などの数値が刻まれていることが多い。それらの数値は製作者によって異なるが、時間を換算するための曲線、特定の月の日にちを黄道上の太陽の位置に変換するカレンダー、三角法の比、裏面を1周する360度の目盛りなどが見られる。裏面にはアリデード（alidade ）と呼ばれるもう1つのルーラが取り付けられている。アストロラーベを垂直に持ったとき、アリデードが回転し、その長さに従って星に照準が合わされ、アストロラーベのふちの目盛りから星の高度が得られる（取る）。星（astro ）を 取る（labe ）のでアストロラーベ（astrolabe ）である。

## 収集品としてのアストロラーベ
アストロラーベは、オークションなどで1枚、500,000ドルで取引される。